# Tornebuskegade
Tornebuskegade er en gade i Rosenborg Kvarter i Indre By i København gående fra Nørre Voldgade til et skævt kryds med Åbenrå og den tværgående Rosenborggade. 
Tornebuskegade har antagelig navn efter det uryddelige og tilgroede terræn, hvor den blev anlagt. Mandtalslisten fra Københavns belejring 1659 nævner kun en mandsperson i Thoren Burske Gade, Christen Nielsen. Ved Københavns brand 1728 standsede ilden midt i gaden. 

## Eksterne kilder
- Wikimedia Commons har flere filer relateret til Tornebuskegade
- Selskabet for Københavns Historie

55°41′2.06″N 12°34′26.08″Ø / 55.6839056°N 12.5739111°Ø